# Charles

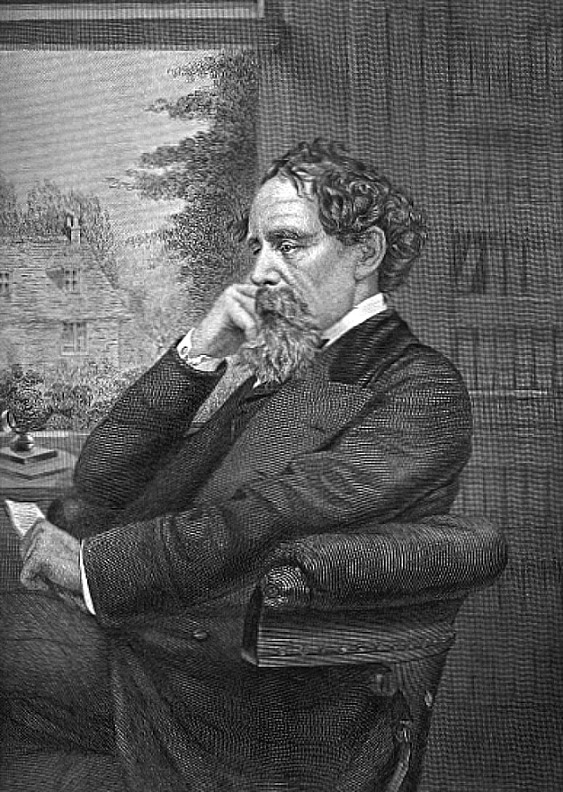
Charles Dickens.

Charles är ett franskt och engelskt mansnamn, som är motsvarigheten till svenskans Karl, och regenter med namnet Charles har på svenska istället kallats Karl, och vice versa. Då det användes hos adeln under 1700 uttalades det sjarl, men kom att sedan att ändras till tjals då det nådde de bredare folklagren. Personer vid namn Charles får ibland smeknamnet Charlie. Det finns i Sverige ungefär 5000 personer vid namn Charles, varav drygt 1 400 bär det som sitt tilltalsnamn.
Det finns inte en separat namnsdag för Charles i den svenska almanackan, men namnet kan firas tillsammans med övriga varianter av Karl den 28 januari. (Detta är dödsdagen för den frankiske kejsaren Karl den store, som i franska kungalängder räknas som den första franska kungen med namnet Charles.)

## Kungligheter med namnet Charles
- Charles III, brittisk monark

Se även Lista över regenter med namnet Karl.

## Övriga personer med förnamnet Charles
- Charles Addams, amerikansk illustratör och skämttecknare
- Charles Babbage, engelsk matematiker och uppfinnare
- Charles Baudelaire, fransk författare
- Charles Berglund, svensk ishockeyspelare, OS-guld 1994
- Charles Bronson, amerikansk skådespelare
- Charles Chaplin, brittisk filmregissör och skådespelare
- Charles Darwin, brittisk zoolog
- Charles Dickens, brittisk författare
- Charles de Gaulle, fransk militär och politiker
- Charles Judels, holländsk-amerikansk skådespelare
- Charles Lamb, brittisk författare
- Charles Lindbergh, amerikansk svenskättad pilot
- Charles Manson, amerikansk massmördare
- Charles Martinet, amerikansk skådespelare
- Charles Perrault, fransk författare
- Charles Sherrington, brittisk neurofysiolog, histolog, bakteriolog och patolog, mottagare av Nobelpriset i fysiologi eller medicin 1932
- Charles Leclerc, Formel 1- förare

## Fiktiva personer med förnamnet Charles
- Charles Ryder, person i Evelyn Waughs roman En förlorad värld, (engelska: Brideshead Revisited), från 1945 som även har filmatiserats.
- Charles Foster Kane, huvudperson i Orson Welles film Citizen Kane.